# Luo
Luo – grupa etniczna zamieszkująca zachodnią Kenię oraz północną Tanzanię. Ich populację szacuje się na ponad 5 milionów. Są częścią większej grupy ludów Luo. Posługują się językiem luo, z podgrupy języków nilotyckich. Są czwartą co do wielkości grupą etniczną w Kenii, gdzie stanowią około 10% populacji.
Luo są przede wszystkim rybakami i osiadłymi rolnikami trzymającymi duże stada bydła. Wśród upraw dominuje trzcina cukrowa i bawełna. Mimo że większość Luo zamieszkuje na obszarach wiejskich, wielu mieszka w miastach takich jak: Nairobi, Mombasa, Eldoret czy Nakuru.
Historia sugeruje, że Luo podróżowali wzdłuż rzeki Nil z Sudanu, a ich migracja następowała etapami. Wkroczyli do Kenii około 500 lat temu i założyli osady w okolicach Jeziora Wiktorii.
Podczas gdy większość Luo są obecnie chrześcijanami, wielu nadal podtrzymuje większość swoich tradycyjnych zwyczajów kulturowych. Dotyczy to zwłaszcza osób mieszkających na obszarach wiejskich. Luo należą do nielicznych plemion kenijskich, które tradycyjnie nie obrzezują swoich mężczyzn. Zamiast tego w tradycji Luo inicjacja obejmuje usunięcie sześciu zębów dolnej szczęki.
Luo pierwotnie wierzyli w najwyższą istotę, której na imię Nyasaye. Uważano, że nie ingeruje bezpośrednio w życie ludzi, ale przejawia się w codziennych rzeczach, takich jak słońce, księżyc, jezioro lub niektóre dzikie zwierzęta (na przykład pyton). Ważną rolę odgrywa również kult przodków.